# Wendy Night
Wendy Night (* 1982 in Wien als Michaela Wolf) ist eine österreichische Tänzerin, Model, Schauspielerin und Moderatorin.

## Leben
Wendy Night wuchs in Wien auf und ging dort zur Schule. Danach war sie einige Jahre lang als Model für verschiedene Labels tätig. Sie war in mehreren Männermagazinen abgebildet und nahm an zahlreichen Wettbewerben teil. Bei der Miss-Austria-Wahl belegte sie den zweiten Platz. Sie gewann zudem einmal die Wahl zur Miss Wien.
Nach ihrer Zeit als Model war sie vor allem als Tänzerin in verschiedenen Nachtclubs tätig. Seit diesem Zeitpunkt tritt sie hauptsächlich unter dem Namen Wendy Night auf. Sie war auch Bühnendarstellerin an zahlreichen Theaterhäusern in ganz Österreich, so unter anderem auch in Musicals, Kabarett-Programmen und in Ballett-Aufführungen. Sie trat zudem als Burlesque und als Stripperin auf. Als Schauspielerin war sie in einigen Fernsehserien in Nebenrollen zu sehen, zudem wirkte sie auf zahlreichen Veranstaltungen als Moderatorin mit.
Wendy Night ist geschieden. Sie lebt in Stockerau.

## Filmografie
- 2007: Dorfers Donnerstalk (Late-Night-Show)
- 2011: Die Lottosieger (Fernsehserie, 1 Folge)
- 2016: Pregau – Kein Weg zurück (Miniserie)
- 2018: Nacktes Österreich (Dokumentationsreihe)
- 2022: Forsthaus Rampensau (Reality-Show)